# Hub (Paquistão)
Hub (Urdu: حب ) é uma cidade do Paquistão localizada no distrito de Hub, província de Baluchistão.